# Anax junius
Anax junius là loài chuồn chuồn trong họ Aeshnidae. Loài này được Drury mô tả khoa học đầu tiên năm 1773.
Một trong những loài phổ biến nhất và phong phú trên khắp Bắc Mỹ và phạm vi phân bố về phía nam tới Panama. Loài này cũng được biết đến với khoảng cách di cư vĩ đại của chúng từ bắc Hoa Kỳ về phía nam Texas và Mexico. Chúng xuất hiện trong vùng biển Caribbea, Tahiti, và châu Á từ Nhật Bản đến Trung Quốc đại lục. Đây là côn trùng chính thức của tiểu bang Washington ở Hoa Kỳ.

## Hình ảnh

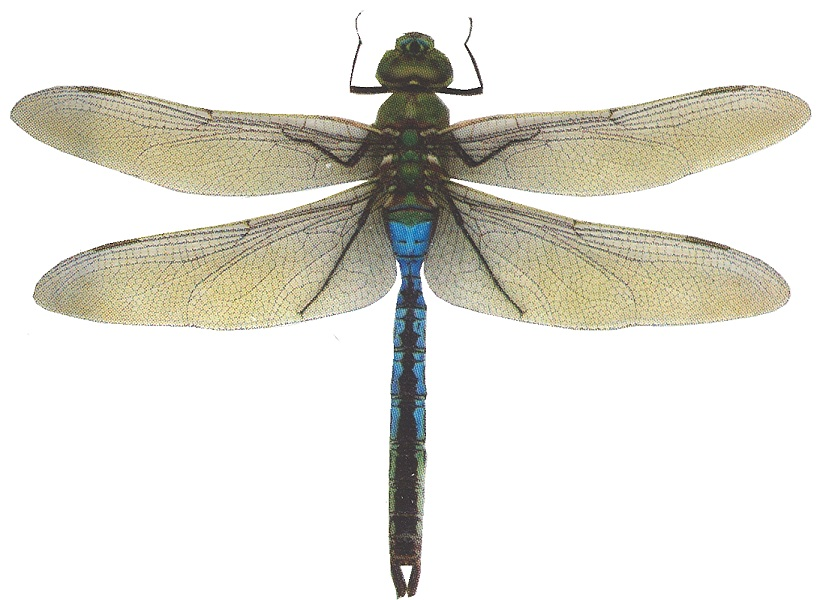
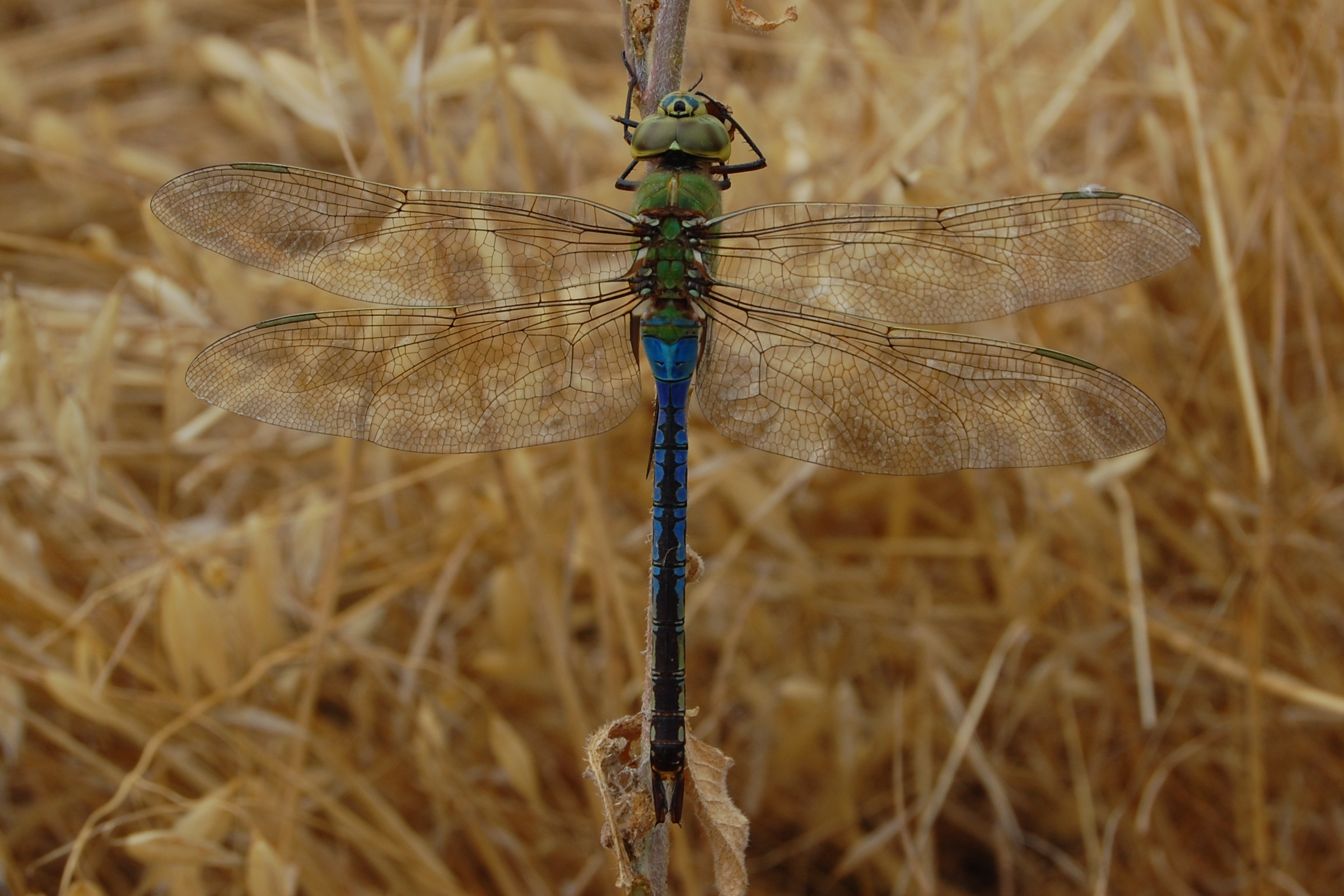
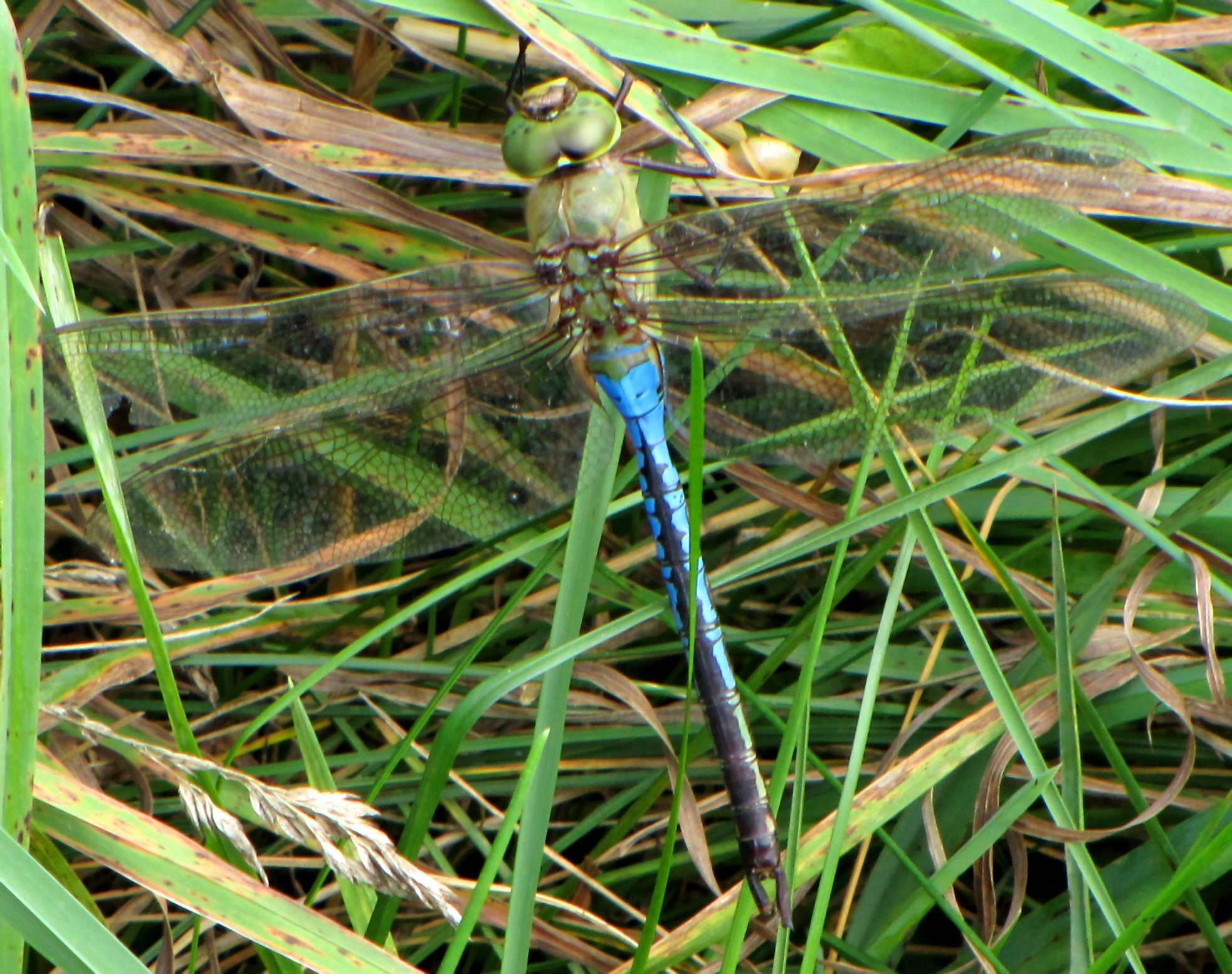
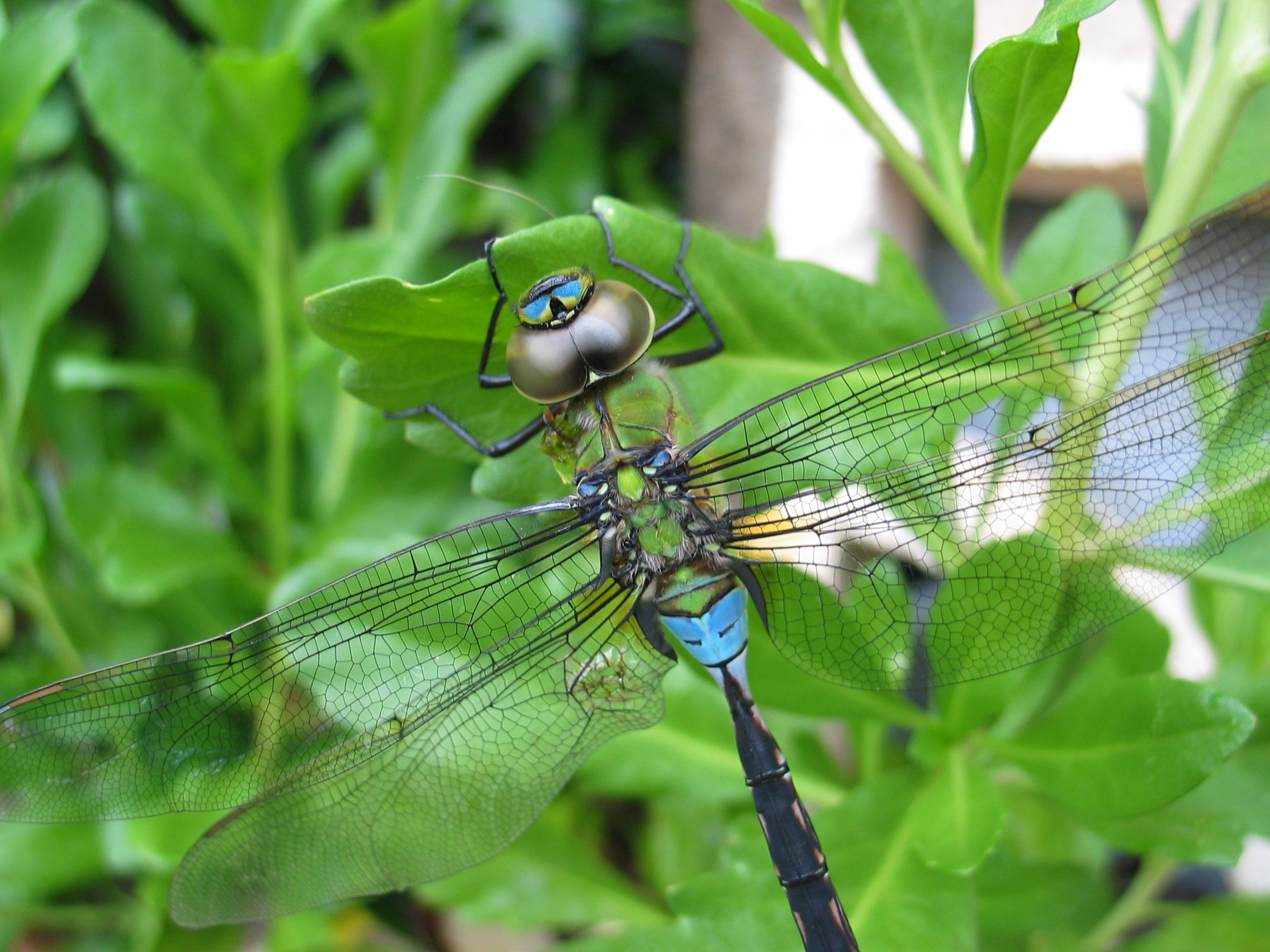